# Стилиан Заутца
Стилиа́н Зау́тца — византийский политический деятель, первый магистр, логофет дрома и василеопатор. Приближенный императора Василия I. Опекун его детей: императоров Льва и Александра, а также патриарха Константинопольского Стефана. Отец императрицы Зои Заутцы

## Биография
Стилиан Зауца по происхождению был армянином. Он, также как и основатель македонской династии император Василий I, родился в феме Македония. Во время царствования императора Василия I Стилиан являлся протоспафарием, этериархом и его телохранителем.
Будучи особо приближенным Василия, он, по предсмертному желанию последнего, сделался опекуном его детей. По этому поводу анонимный монах из Псамафийского монастыря в своей хронике сообщал: 
Царь оставил опекуном Стилиана, армянское имя которого было Заутца (он был армянином, родившимся в Македонии, подобно самому императору), поручив ему управление всеми церковными и светскими делами.
После смерти Василия I, в годы правления Льва VI, Стилиан Зауца, так же как и при отце новоиспеченного императора, играл важную роль при его дворе. Ему Львом был пожалован высокий титул первого магистра и должность логофета дрома. До наших дней сохранилась печать Стилиана, в которой он именуется титулами дарованными императором. Магистром назван он непосредственно и в новеллах самого императора Льва VI.
В 888—889 годах, выдав свою дочь Зою замуж за Льва VI, он, вдобавок к уже имеющимся, получил титул василеопатора (отец императора). Этот факт засвидетельствован в другой, более поздней, печати Стилиана, где он уже называет себя «патрицием» и «отцом императора».
Помимо своего влияния, на политическую жизнь Византии, Стилиан Зауца играл огромную роль и в религиозной. Патриарший престол в Византии занимали фактически ставленники Стилиана: после смещения Фотия патриархом сначала был младший брат Льва VI Стефан, а после смерти последнего Антоний II Кавлей.
В науке он по праву считается «практическим руководителем политики империи».
Умер Стилиан Заутца в начале 899 года.

## Титулы
- телохранитель императора[2]
- этериарх[2]
- протоспафарий[2]
- первый магистр (протомагистр)[4][6]
- патрикий[4]
- логофет дром[4]